# Nicolae Golescu

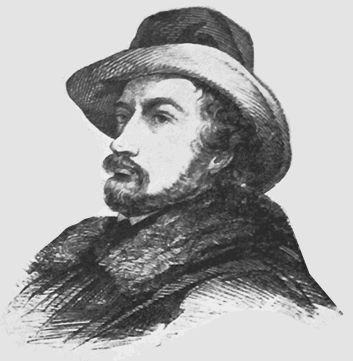
Nicolae Golescu.

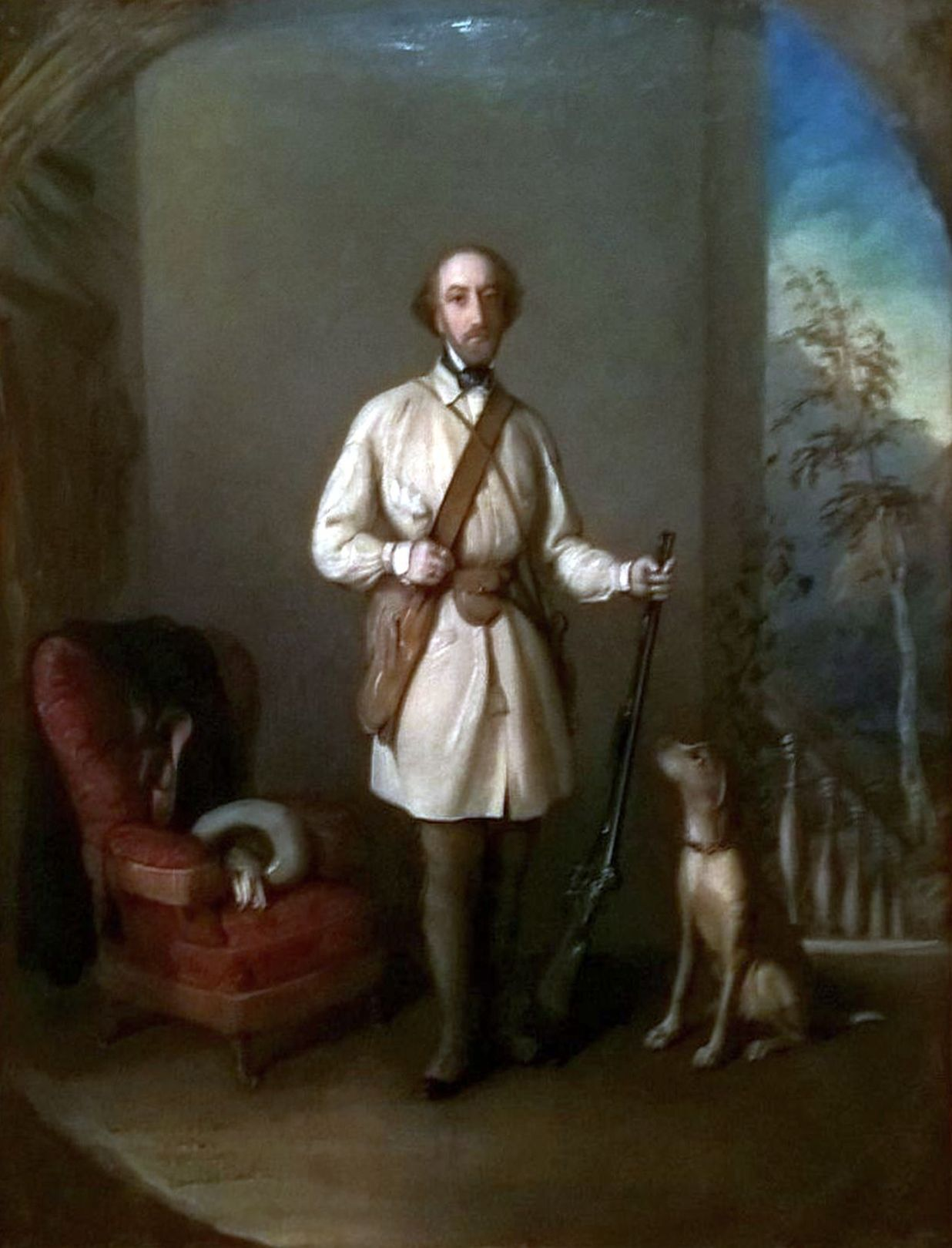
Retrato pintado por Constantin Daniel Rosenthal.

Nicolae Golescu (1810 - 1877) fue un político valaco que fue primer ministro de Rumanía en 1860 y entre mayo y noviembre de 1868.

## Biografía

### Primeros años
Nació en el seno de una familia boyarda en Câmpulung. Se educó junto a sus hermanos en Suiza. Nicolae y su hermano Ştefan volvieron en 1830 para unirse al ejército valaco, donde Nicolae alcanzó el rango de mayor en 1834.
Ese mismo año se unió a la Sociedad Filarmónica, un grupo basado en la Francmasonería. En 1840 fue fiscal en el juicio a los conspiradores contra Mitica Filipescu y desde entonces y hasta 1847 fue ministro de Interior. En 1842, Valaquia, aunque nominalmente era un estado vasallo del Imperio otomano, en la práctica era un protectorado del Imperio ruso y Nicolae Golescu intentó obtener el mandato del Principado de Valaquia pero se le negó.
Se unió a los liberales radicales en la revolución de Valaquia de 1848 junto a Ion Ghica, Nicolae Bălcescu, Ion Heliade Rădulescu, su propio hermano Stefan y su primo Alexandru G. Golescu.

### Prominencia
El 11 de junio de 1848, cuando la revolución Valaca comenzó en Bucarest, Nicolae Golescu fue nombrado ministro de Interior en el Gobierno Provisional. La siguiente semana, él y Ana Ipatescu tomaron la iniciativa de alzar a los civiles en defensa del poder revolucionario ya que éste se veía en peligro por la conspiración conservadora.
Sin embargo, el 25 de julio, el gobierno cedió a las presiones del Imperio otomano y, tras la intervención otomana de septiembre, Nicolae tuvo que marchar al exilio. Volvió en los años 1850 para apoyar la candidatura de Alexandru Ioan Cuza al trono de los Principados del Danubio.
En 1866, tras unirse a la alianza de liberales y conservadores contra Cuza, fue nombrado por un breve periodo uno de los regentes de Rumanía. Obtuvo el cargo de ministro de Exteriores como miembro del Partido Nacional Liberal durante el mandato de Carlos I de Rumanía.